# Geistliche Lieder
Geistliche Lieder ist der Titel einer Gedichtsammlung von Novalis (Friedrich von Hardenberg). Die Sammlung wurde 1802 postum veröffentlicht.

## Das Werk
Die Bezeichnung „Lieder“ geht auf den geistlichen Ton zurück, in dem die Gedichte verfasst sind. Novalis selbst hat keine Melodien zu den Gedichten geschrieben. Die fünfzehn in dieser Sammlung enthaltenen Lieder wurden von ihm nicht als geschlossene Einheit konzipiert, sondern erst von den Herausgebern unter diesem Titel zusammengestellt. Die ersten Lieder waren im Herbst 1799 abgeschlossen, das letzte genau datierbare Lied entstand im August 1800. Somit entstand das Material parallel zur Arbeit an den Hymnen an die Nacht und am Heinrich von Ofterdingen (Die Lieder X, XIV und XV gehören zu den Fortsetzungsplänen für den Ofterdingen). Hintergrund der Entstehung war die protestantische Gesangbuchreform Ende des 18. Jhs. Die Gedichte sind nicht als Zyklus zu verstehen, sondern wurden von Novalis als neue, geistliche Lieder für den Gebrauch in der Gemeinde konzipiert. Er wollte mehr Lebendigkeit, Innigkeit und Mystik in die Kirchenlieder bringen. Seine Lieder sollten der Gemeinde helfen, sich zu sammeln und ihren Glauben zu vertiefen. Daher bemühte Novalis sich um einen einfachen, stillen und metaphernarmen Ton. Er lehnte die didaktischen und dogmatischen Überlieferungen ab und versuchte stattdessen, den religiösen Sinn des Menschen durch Ansprechen des Herzens zu erwecken. Die „Geistlichen Lieder“ waren sehr erfolgreich und im 19. Jh. eine seiner bekanntesten Dichtungen.
Das siebte Lied mit dem Titel „Hymne“ hebt sich zeitlich, formal und inhaltlich von den übrigen Liedern ab. Der Ton ist nahe an den „Hymnen an die Nacht“, und das Gedicht ist voller Metaphern. Dieses Lied ist vermutlich auch schon 1798 entstanden. Es handelt vom Mysterium des Abendmahls. Als Hochzeit von Himmel und Erde gestaltet Novalis hier die Verbindung von physischem, irdischem Körper und mystischem Geist-Leib. Durch das Verzehren des göttlichen Geistes in Form des Brotes nähert sich der Mensch Gott an. Somit durchläuft der Mensch eine Neu- bzw. Wiedergeburt und wird Teil des „Weltorganismus“.
Einige seiner geistlichen Lieder wurden in verschiedene protestantische Gesangbücher des 19. Jhs. aufgenommen. Am häufigsten waren dies die Lieder I, V, VI und IX (seltener III und IV). Bei ihrer Aufnahme wurden die Lieder mehrfach vertont. Im Zuge der Integration in ein Gesangbuch wurden sie jedoch drastisch verändert. Man kann sagen, dass die für Novalis typischen Elemente gestrichen wurden und nur mehr die pietistischen Elemente erhalten blieben. Beispielsweise wurden die Bereiche Orient/Poesie, erotische Bildlichkeit und die Geschichtsphilosophie völlig ausgegrenzt. Somit wurden die ungewohnten, innovativen Komponenten beseitigt. Diese Veränderungen zeigen, dass die „Geistlichen Lieder“ in erster Linie frühromantische Dichtungen sind, die sich nicht einfach mit den traditionellen Vorstellungen von  Kirchenliedern vereinbaren ließen. Novalis formuliert die Vorstellung einer höheren Welt, dem wiedergekehrten goldenen Zeitalter, religiös. Christus ist der Bringer des goldenen Zeitalters, denn sein Tod bedeutet neues Leben. Das für Novalis typische romantische Triadenmodell wird auch in diesem Werk verwendet. Sowohl Christus als auch Maria, der die Lieder VIII, XIV und XV gewidmet sind, erscheinen als Mittler zwischen dem Menschen und dem Göttlichen. Somit wird der frühromantischen Mittlerreligion Ausdruck verliehen.
In den Liedern herrscht ein kindlicher, schlichter, vertrauensvoller Ton, und das Verhältnis zu Christus ist innig und freundschaftlich. Die Notizen Novalis’ zu seinen Liedern aus diesem Zeitraum sind jedoch weniger schlicht und zeigen, dass der Ton konzentrierter, intellektueller Arbeit entsprungen und nicht bloß frommer Ausdruck des inneren Empfindens ist. Novalis macht zu dieser Zeit viele Notizen, die als „unfromm“ bezeichnet werden können, z. B. Überlegungen über die Verwandtschaft von Wollust, Religion und Grausamkeit oder Erwägungen zur Zeugung Jesu durch einen römischen Soldaten. Es zeigt sich hierin, dass Novalis auch im religiösen Bereich gestaltend tätig sein will und nicht bereit ist, bloße Überlieferungen hinzunehmen.
Im Laufe des 19. Jahrhunderts drifteten die Bereiche sakraler und profaner Dichtung immer stärker auseinander, und Dichter des einen Bereichs erhielten wenig Anerkennung im anderen Bereich. Novalis wurde als einer der letzten großen Dichter in kirchliche Gesangbücher aufgenommen. Im aktuellen protestantischen Gesangbuch findet sich jedoch keines seiner Werke mehr.

## Liste der Lieder
- I. Was wär ich ohne dich gewesen
- II. Fern in Osten wird es helle
- III. Wer einsam sitzt in seiner Kammer
- IV. Unter tausend frohen Stunden
- V. Wenn ich ihn nur habe
- VI. Wenn alle untreu werden
- VII. Wenige wissen
- VIII. Weinen muß ich, immer weinen
- IX. Ich sag' es jedem, daß er lebt
- X. Es giebt so bange Zeiten
- XI. Ich weiß nicht, was ich suchen könnte
- XII. Wo bleibst du Trost der ganzen Welt
- XIII. Wenn in bangen trüben Stunden
- XIV. Wer einmal, Mutter, dich erblickt
- XV. Ich sehe dich in tausend Bildern

## Ausgaben
1802 erschienen posthum sieben Lieder im vom August Wilhelm Schlegel und Ludwig Tieck herausgegebenen Musenalmanach für das Jahr 1802 (Tübingen 1802). Die ganze Sammlung erschien im selben Jahr in den von denselben Herausgebern veröffentlichten Schriften in 2 Bänden, Berlin 1802.
Die Lieder sind außerdem Bestandteil aller Werkausgaben. Für eine Übersicht siehe die Internationale Novalis-Bibliographie (URL unter Weblinks).